# 腺苷-5'-N-乙基甲酰胺
腺苷-5'-N-乙基甲酰胺（NECA）一种有机化合物，化学式为C12H16N6O4，它在形式上是腺苷5'位的羟甲基被乙胺羰基取代的化合物。它是一种非选择性腺苷受體興奮劑的核苷，已被用作研究腺苷受体功能的试剂。它可以2',3'-O-亚异丙基腺苷为原料经多步反应制得。